# Arethusana arethusa
Arethusana arethusa, también conocida popularmente como pintas ocres, es una especie de lepidóptero perteneciente a la familia de las Nymphalidae, subfamilia Satyrinae. Es la única especie del género Arethusana, descrita por Denis & Schiffermüller 1775, Viena, Austria.

## Descripción
Pintas ocres es de color ocre con una ancha banda submarginale amarilla naranja, y un visible ocelo negro en el ápice de las alas anteriores.

El dorso de las anteriores es amarillo anaranjado bordeado más o menos ampliamente de marrón, con el visible ocelo negro discretamente pupilado al ápice de las alas anteriores mientras que el dorso de las posteriores está marcado de una banda clara y de nervaduras blancas bien visibles.

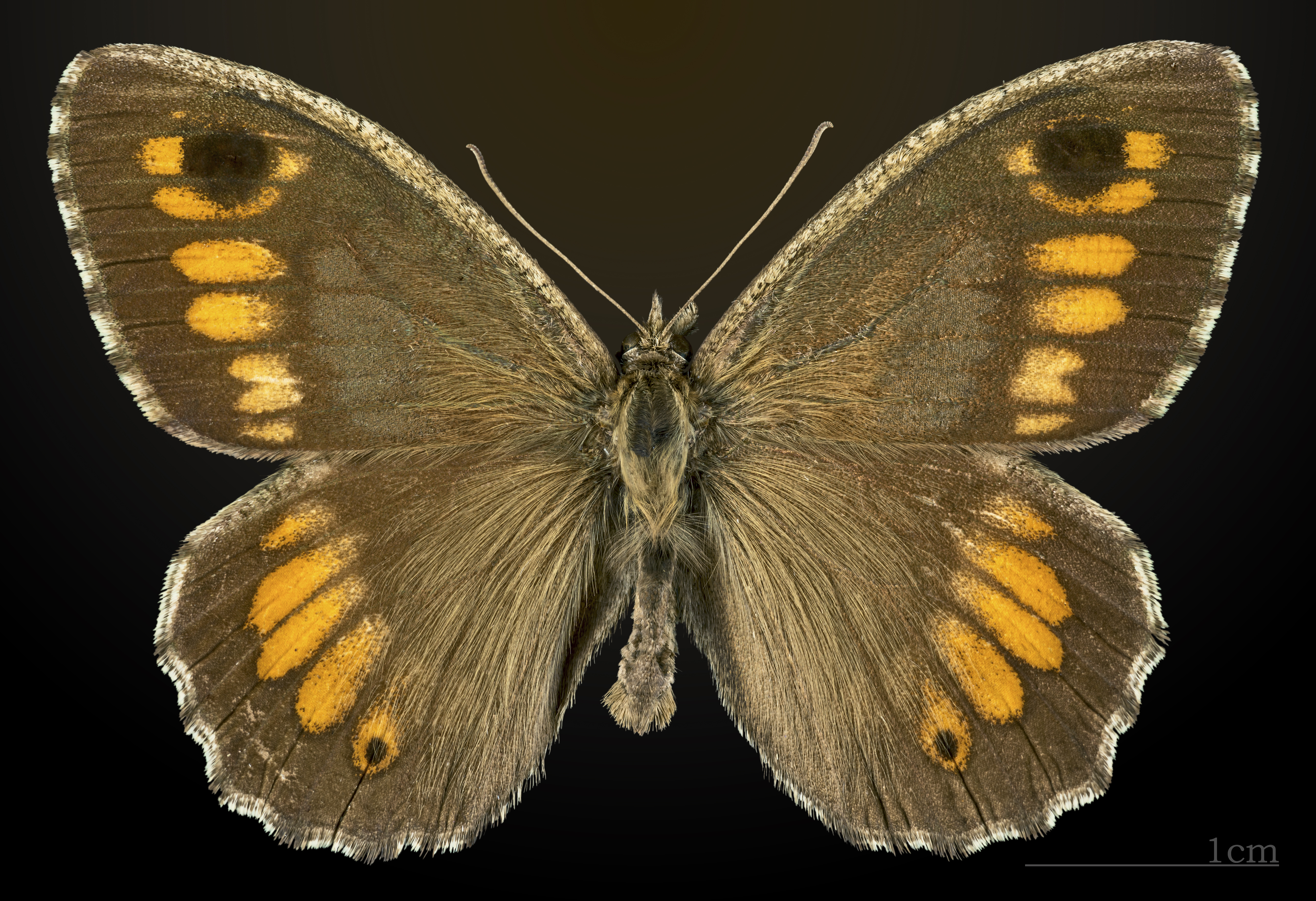
Macho, vista dorsal, Museo de Tolosa.
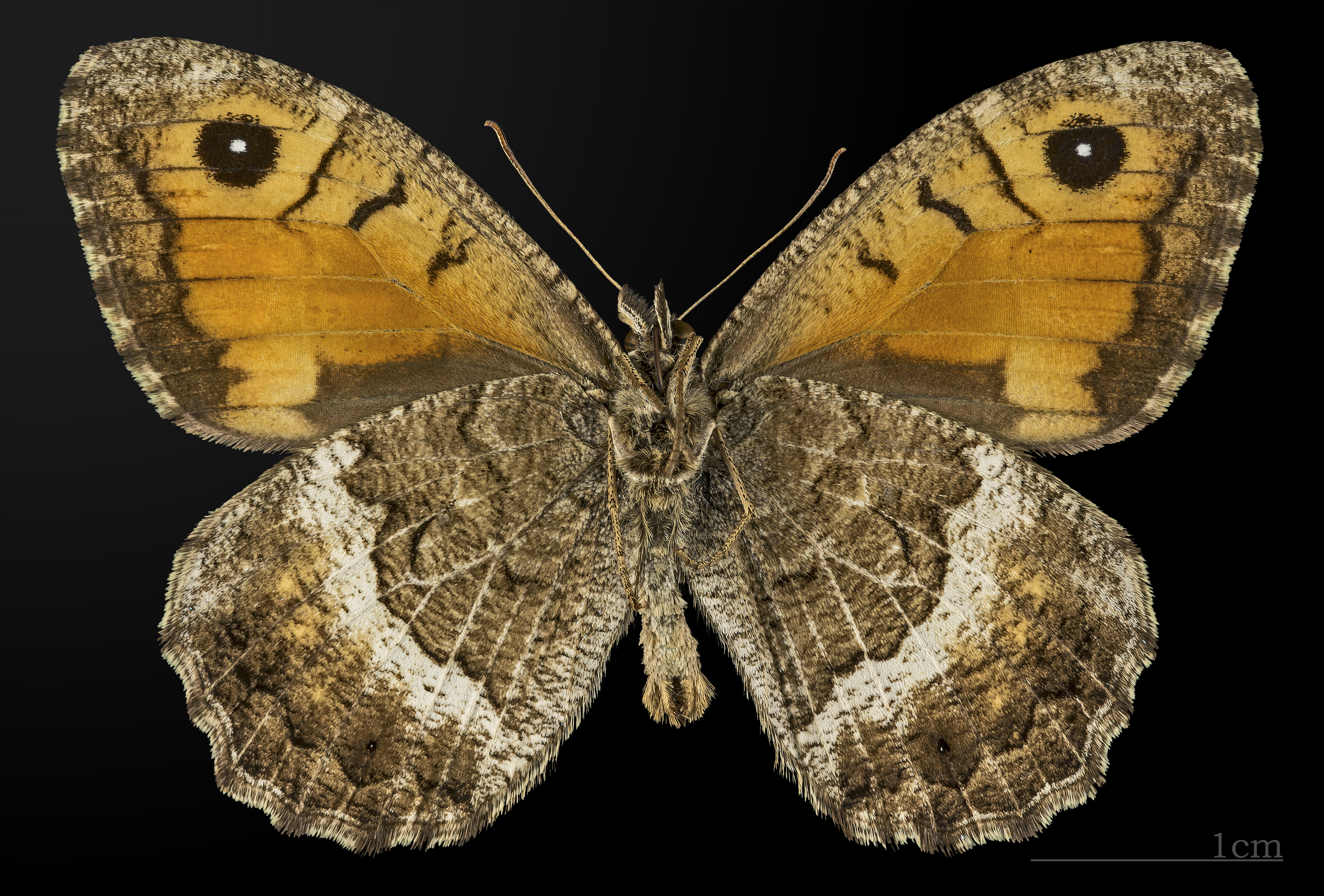
Macho, vista ventral, Museo de Tolosa.

### Oruga
Su oruga es de color beige con rayas longitudinales color marrón gastado.

## Biología

### Periodo de vuelo e hibernación
Univoltino, la Pintas ocres vuela en una generación de mediados de junio a comienzos de septiembre.

### Plantas hospederas
Las plantas huéspedes de su oruga son diversas, como las Festuca, las  Dactylis, las Poa y Bromus erectus

## Ecología y distribución
Arethusana arethusa está presente en Marruecos, en el sudoeste de Europa (España, Portugal, Francia) en los Balcanes (Eslovaquia, Albania, Grecia), Turquía y Oriente Medio hasta Armenia, sur de Rusia y sudoeste de Siberia.
En Marruecos, es A. arethusa aksouali, que es un endemismo de las montañas del Toubkal.
El pequeño agreste, la Pintas ocres, está presente en la mayoría de los departamentos de la Francia metropolitana exceptuado los departamentos de Bretaña, de Vosgos, de Alto Saona y Alsacia, de Creuse, de Puy-de-Dôme, de Allier y de Alto Loira, de Pas-de-Calais, de Gers y Córcega.

### Biotopo
La Pintas ocres gusta de zonas herbosas, arbustivas, márgenes de bosque, y barrancos rocosos, vuela hasta los 1 700 metros.

## Sistemática
- La especie Arethusana arethusa fue descrita por Johann Nepomuk Cosmas Michael Denis y Ignaz Schiffermüller en 1775, bajo el nombre inicial de Papilio arethusa.[6] fue reclasificada en 1951 por la entomólogo francés Hubert de Lesse en el género monotípoco Arethusana.

### Sinónimos
- Papilio arethusa [Schiffermüller], 1775 Protonyme
- Papilio erythia Hübner, 1805
- Hipparchia arethusa  [Otakar Kudrna]
- Arethusana dentata (Frayer, 1834)
- Satyrus boabdil Rambur, 1840
- Satyrus dentata Staudinger, 1871,.[3][7]

### Nombres vernaculares
- El Petit agreste o Mercurio en francés
- False Grayling en inglés, Rotbindiger Samtflater en alemán y Pintas ocres en español.[3]

### Taxonomía
- Arethusana arethusa aksouali Wyatt, 1952 a Marruecos.
- Arethusana arethusa heptapotamica (Stauder, 1924)
- Arethusana arethusa pontica (Heyne, [1895].[3]

## Protección
Está protegido en la región Isla de Francia según figura en la publicación a este fin del 22 de julio de 1993 relativo a la lista de los insectos protegidos en región "Isla de Francia".